# Italiens erobring af Britisk Somaliland
 Italiens erobring af Britisk Somaliland var et felttog på Afrikas Horn, som foregik i sommeren 1940 mellem styrker fra Italien og styrker fra Storbritannien og Commonwealth. Det udgjorde en del af Felttoget i Østafrika (2. verdenskrig).

## Baggrund
Da Italien erklærede Storbritannien krig den 10. juni 1940 var de afrikanske tropper ikke forberedt på en længerevarende krig i Nord- eller Østafrika. Som følge heraf gav den italienske diktator Benito Mussolini kun ordre til nogle begrænsede aktioner for at erobre områder langs grænserne til Ægypten, Kenya og Sudan.
Senere i juni overtalte hertug Amedeo af Aosta, generalguvernør og vicekonge i Italiensk Østafrika, den italienske overkommando til at planlægge et felttog til erobring af Britisk Somaliland. Den italienske kong Victor Emmanuel 3. og Mussolini var enige med hertugen af Aosta og i starten af august var felttoget klar til at begynde.

## Slagorden
Den italienske styrke, som angreb Britisk Somaliland i august 1940 var under kommando af generalløjtnant Guglielmo Nasi, som var den italienske øverstkommanderende i den østlige sektor af Italiensk Østafrika. Styrken omfattede 23 kolonibataljoner i 5 brigader, 3 sortskjortebataljoner, og tre bander (bande) med indfødte tropper. Italienerne havde også panserede køretøjer (et mindre antal af såvel lette og middeltunge kampvogne), artilleri og vigtigst af alt luftoverlegenhed. Italienerne udgjorde 24.000 mand.
Ved Italiens krigserklæring i juni 1940 var de britiske tropper i Somaliland blev underlagt generalløjtnant Arthur Reginald Chater, kommandanten for det somaliske kamelkorps. I begyndelsen af august havde den nyligt forfremmede brigadegeneral Chater kommandoen over et kontingent på omkring 4.000 soldater bestående at det letbevæbnede somaliske kamelkorps, 2. bataljon af King's African Rifles (KAR), 1. bataljon af det nordrhodesiske regiment, (KAR), 3. bataljon af 15. Punjab regiment samt 1. østafrikanske lette batteri (4 3,7 tommer haubitser). De fik den 7. august forstærkninger fra Aden bestående af 1. bataljon af 2. Punjab regiment og 8. august af 2. bataljon af Black Watch regimentet. Chaters manglede ikke bare artilleri i kritisk omfang, men havde heller ingen kampvogne eller pansrede køretøjer og havde ingen panserværnsvåben til at sætte ind mod de middeltunge og lette italienske kampvogne.

## Indledende offensiv
I de tidlige timer af 3. august 1940 krydsede den italienske hær grænsen mellem Italiensk Østafrika (af italienerne kaldet Africa Orientale Italiana, AOI) og britisk Somaliland.
På grund af det kuperede terræn (der stiger til over 1.350 meters højde) som løber parallelt med kysten ca. 80 km inde i landet, var der kun tre adgangsveje til Berbera, hovedstaden i Britisk Somaliland og den eneste havn af betydning, som kunne håndtere køretøjer udstyret med hjul eller bælter. Den mest direkte rute med det bredeste pas var via Hargeisa.
Som følge heraf rykkede italienerne frem med tre kolonner ad disse veje. Den vestlige kolonne rykkede frem mod den lille havneby Zeila nær grænsen til Fransk Somaliland, kolonnen i centrum rykkede mod Hargeisa og Adadlek og den østlige kolonne rykkede mod Odweina og Burao.
Den italienske plan gik ud på at den vestlige kolonne skulle afskære Fransk Somaliland  og derpå sende lette styrker østpå. Den centrale kolonne skulle etablere en base ved Hargeisa og derpå være den største byrde ved angrebet gennem Mirgopasset mod Berbera. Den østlige kolonne skulle rykke til Odweina for at dække den centrale kolonnes flanke og være klar til at etablere forbindelse med den om nødvendigt.
Den 5. august blev havnen i Zeila besat af den vestlige italienske kolonne under kommando af generalløjtnant Bertoldi. Enhver mulighed for hjælp fra Fransk Somaliland til briterne var hermed afskåret. Som planlagt fortsatte små styrker derpå i sydøstlig retning langs kysten og besatte landsbyen Bulhar.
Den centrale italienske kolonne under kommando af generalløjtnant Carlo De Simone, stod overfor større vanskeligheder på grund af det bjergrige område, som den rykkede gennem. Kolonnen blev forsinket ved Hargeisa af kamelkorpset bistået af et kompagni af det nordrhodesiske regiment, men De Simone bragte nogle lette kampvogne frem, og den 5. august var de fjendtlige tropper faldet tilbage. De Simone brugte to dage på at reorganisere sin forsyninger ved Hargeisa og genoptog herefter sin fremrykning gennem Karrim passet mod Tug  Argan, en tør sandet flodbund i Assa bjergene.
Den østlige kolonne under brigadegeneral Bertello, som fortrinsvis bestod af irregulære tropper nåede Odweina den 6. august og fortsatte derpå mod nordvest i retning af Adadle, en landsby ved Tug Argan.
Brigadegeneral Chater brugte sit kamelkorps forstærket med små patruljer af Illalos (en lille styrke indfødte soldater, som normalt blev brugt til politiopgaver) til at føre forpostfægtninger med og afskærme mod de fremrykkende italienere mens de øvrige britiske og commonwealthstyrker trak sig tilbage mod Tug Argan.

## Slaget ved Tug Argan
Den 10. august var De Simone nået frem til de britiske stillinger bag Tug Argan og gjorde sig klar til at angribe.
Den 7. og 8. august havde de britiske styrker i British Somaliland fået forstærkninger med ankomsten af 1. bataljon af 2. Punjab regiment og 2. bataljon af Black Watch. General Archibald Wavell, den britiske øverstkommanderende i Mellemøsten, som sad i Kairo havde også givet yderligere en bataljon infanteri og yderligere artilleri ordre til at rykke til Berbera, men disse forstærkninger ankom ikke i tide. Han valgte også at udpege en generalmajor til at lede denne voksende styrke, og den 11. august ankom en ny kommandant, generalmajor Reade Godwin-Austen til Berbera.
Den britiske hærs forsvarsstillinger var koncentreret omkring 6 bakker, som lå omkring den eneste vej mod Berbera. Den 11. august angreb en af De Simones brigader bakken, som blev forsvaret af et kompagni af 3. bataljon af 15. Punjab regiment og erobrede den med store tab. Briterne indledte to mislykkede modangreb, men afviste italienske angreb på yderligere to bakker. Den følgende dag blev alle de britiske stillinger angrebet. Om aftenen var Mill Hill blevet erobret fra nordrhodesierne efter hårde kampe. Mere kritisk var det, at to af de fåtallige haubitser i det lette Østafrikanske batteri gik tabt, og italienske styrker havde fået fodfæste i Assa bjergene og dominerede nu den sydlige side af hullet hvorigennem vejen til Berbera forløb.
I løbet af den 13. og 14. august blev ingen yderligere stillinger erobret trods kraftige kampe, men italienerne fortsatte med at forbedre deres stilling ved infiltration. Den 14. august begyndte forsvarernes stilling at se kritisk ud. Italienerne var omtrent i stand til at afskære vejen og hermed forsvarernes eneste forsynings- og retrætelinje. Den 14. august meddelte Godwin-Austen det mellemøstlige hovedkvarter hvordan situationen så ud, og konkluderede at yderligere modstand ved Tug Argan ville være nytteløs og formentlig resultere i at hele styrken gik tabt. Han mente at en tilbagetrækning ville betyde at 70% af styrken kunne reddes. Den 15. august fik han ordre til at trække sine styrker tilbage fra Britisk Somaliland.
Sent den 15. august erobrede italienerne Observation Hill og efter mørkets frembrud indledte forsvarerne ved Tug Argan deres tilbagetrækning. Black Watch og to kompagnier af 2. Kings African Rifles og dele af 1. bataljon af 2. Punjab regiment etablerede en bagtropsstilling ved Barkasan på vejen til Berbera ca. 16 km efter Tug Argan stillingen.

## Den britiske evakuering fra Berbera
Mens briterne trak sig tilbage til Berbera havde Royal Navy bygget en landgangsbro og var begyndt at evakuere civile og embedsmænd. Den 16. august begyndte briterne at indskibe tropper på de ventende skibe.
Den 17. august blev en italiensk kolonne rapporteret ved Bulhar ca. 65 km vest for Berbera. HMS Ceres som patruljerede langs kysten angreb kolonnen og stoppede den. De Simones styrker rykkede meget forsigtigt frem fra Tug Argan og angreb først bagtroppen ved Barkasan om formiddagen den 17. august hvor de blev stoppet af beslutsom modstand, herunder et intenst bajonetangreb fra Black Watch.. Efter at det var blevet mørkt blev bagtroppen trukket tilbage til Berbera. Alle de britiske og commonwealth styrkerne trak sig tilbage til Berbera med et minimum af tab og lastningen af skibene var afsluttet i de tidligere timer den 18. august, selv om HMAS Hobart med styrkens hovedkvarter om bord blev ved Berbera for at opsamle strejfere og forsætte ødelæggelsen af køretøjer, brændstof og lagre indtil om morgenen den 19. august  hvor den afsejlede mod Aden. I alt 7.000 personer, heriblandt civile, blev evakueret De lokale somalier i kamelkorpset havde fået valget mellem at blive evakueret eller at blive sendt hjem, og hovedparten valgte at blive og fik lov at beholde deres våben.
De britiske forsvarere blev ikke forstyrret ret meget under denne operation. Det er muligt at det skyldtes at hertugen af Aosta den 15. august havde givet general Nasi ordre til at lade briterne evakuere uden alt for megen kamp. Han gjorde dette i håb om en fremtidig fredsaftale, som blev forsøgt gennemført mellem Italien og Storbritannien ved mægling fra Vatikanet.
Den 19. august overtog italienerne kontrollen med Berbera og rykkede herpå ned langs kysten for at fuldende deres erobring af Britisk Somaliland. Den britiske koloni blev annekteret af Mussolini som en del af det italienske imperium i Italiensk Østafrika.

## Tab
Ifølge italienske historikere, var tabene under felttoget 250 på britisk side og 205 på italiensk. Ifølge den officielle britiske historie var de britiske tab på 260 og de italienske tab blev estimeret til 2.052.
Uofficielt vurderede De Simone, at næsten 1.000 irregulære somaliske tropper, som kæmpede mod den italienske invasion blev dræbt eller såret under felttoget. Disse bevæbnede mænd opererede som lokale bander, som var underlagt minimal britisk kontrol. Generalløjtnant Luigi Frusci, chefen for den nordlige sektor i Italiensk Østafrika, omtalte også disse 1.000 dræbte og sårede i sine skrifter, og mente at somalierne, der kæmpede som bevæbnede bander på italiensk side havde lidt tab på 2.000 (den mest populære lokale stammehøvding – Afchar – bød efter erobringen af Zeila italienerne velkommen og tilbød sine mænds indsats mod briterne ).
De irregulære somaliske styrker, som kæmpede mod briterne var efterkommere af dervish kæmperne under Mohammed Abdullah Hassan (kaldet Sayyid Mohammed Hassan af somalierne og "Mad Mullah" af briterne), en fremtrædende somalisk oprører mod den britiske kolonisering af Somaliland i det 19. århundrede. I starten af 1920 gennemførte briterne et angreb mod dervish bosættelser med et velkoordineret land-, sø- og luftangreb og tilføjede dem et afgørende nederlag. Sayyid Mohammeds forter blev beskadiget og hans hær led store tab. De flygtede hastigt til Ogaden. Her forsøgte han at genopbygge sin hær og skabe en koalition mellem klanerne i Ogaden, som igen ville gøre ham til en magtfaktor i Somaliland. Sayyid døde imidlertid i 1921, og briterne beholdt Somaliland, om end med hyppige lokale oprør. På den andne side var der mange irregulære etiopiske og somaliske grupper, som udkæmpede en guerillakrig i Ogaden (og endda i ørkenen i det østlige Somaliland) mod italienerne efter deres erobring af Etiopien i 1936.

## Efterspil
Havnen i Berbera blev brugt af de italienske undervandsbåde i Rødehavsflotillen som en lille base i de sidste måneder af 1940.
Den britiske premierminister Winston Churchill kritiserede general Wavell for tabet af British Somaliland. Det var Wavells Mellemøstlige kommando, som var ansvarlig for tabet af kolonien. På grund af det lave tabstal havde Churchill en gnavende følelse af at briterne havde opgivet kolonien uden at have kæmpet tilstrækkeligt for at beholde den.
Som svar på denne kritik hævdede Wavell at Somaliland havde været en evakuering overfor en overvældende stærk modstander lige efter lærebogen. Han pointerede overfor Churchill, at ”en stor slagterregning er ikke tegn på en god taktiker”
Ifølge Churchills stab gjorde Wavells svar Churchill mere rasende end de nogensinde havde oplevet ham.
Britisk Somaliland forblev en del af Italiensk Østafrika indtil marts 1941 hvor 1. bataljon af 2. Punjab regiment og 3. bataljon af 15. Punjab regiment vendte tilbage fra Aden for at genbesætte området under Felttoget i Østafrika.

## Erfaringer
Erobringen af Britisk Somaliland var det eneste felttog mod de allierede, som Italien bragte til sejr uden tysk støtte i løbet af 2. verdenskrig.
Felttoget i Somaliland var ligesom alle de andre af Aksemagternes: Det startede med en sejr, for derefter et stykke tid senere (ligesom felttogene på Balkan, Filippinerne og Rusland) at ende med et totalt nederlag. Men i det konkrete tilfælde blev nederlaget (som kom i foråret 1941) fulgt af næsten 2 års italiensk guerillakrig.
Andre væsentlige erfaringer fra dette felttog er følgende:
- Invasionen af Britisk Somaliland viste at italienske styrker kunne koordinere fremrykningen af kolonner som var adskilt af mange kilometer ørken.
- Britiske styrker viste god disciplin under tilbagetrækningen og var i stand til at redde hovedparten af deres styrker.
- Invasionen af Britisk Somaliland var det første felttog, som italienerne vandt under 2. verdenskrig.
- Britisk Somaliland var den første britiske koloni, som blev erobret af fjendtlige styrker under 2. verdenskrig.
- Efter at de første krigsmåneder var overstået, pralede Mussolini med at Italien havde erobret et område på Afrikas Horn (bestående af Britisk Somaliland, det sudanesiske område omkring grænseposterne Karora, Gallabat, Kurmak og Kassala, samt områderne i Kenya omkring Moyale og Buna) på størrelse med England.
- Felttoget i Britisk Somaliland i august 1940 var det eneste hvor den britiske hær ikke kunne få stærk støtte fra Royal Air Force, hvilket viste betydningen af luftstyrker for de allieredes sejre.[24]

## Eksterne kilder
- Supplement to the London Gazette, Number 37594, June 4, 1946. "Archibald Wavell's Despatch on Operations in the Somaliland Protectorate, 1939-1940 (Appendix A - G. M. R. Reid and A.R. Godwin-Austen)" (PDF). Arkiveret fra originalen (PDF) 22. januar 2010. Hentet 5. december 2009. (engelsk)
- Photos of the italian conquest of Somaliland
- Kort og artikler om krigen i Italiensk Østafrika  Arkiveret 7. august 2007 hos  Wayback Machine (italiensk)
- 2. verdenskrig i de italienske kolonier (italiensk)

9°33′58″N 44°03′17″Ø / 9.5661°N 44.0547°Ø